# Tom Perrotta
Tom Perrotta  é um escritor estadunidense. Seus livros Election e Little Children geraram filmes que foram indicados ao Globo de Ouro.
(O primeiro foi lançado  com o mesmo título, já o segundo é conhecido nos países de língua portuguesa por Pecados Íntimos). Em ambos os filmes, Tom participou ativamente da produção, ajudando na adaptação do roteiro, figurino etc.
Seu livro The Leftovers foi adaptado para seriado pelo canal HBO e contou com a colaboração de Damon Lindelof como roteirista e produtor executivo, sendo esse seu primeiro trabalho na TV após o fim da série LOST.
Em fevereiro de 2012 foi anunciado que The Abstinence Teacher será adaptado para filme
tendo, até o presente momento, a cineasta Lisa Cholodenko (Minhas Mães e Meu Pai, Laurel Canyon) cotada para dirigir o longa.

## Biografia
Tom Perrotta nasceu em Garwood, New Jersey, filho de um carteiro e uma secretária e foi criado dentro do catolicismo. Desde criança, Tom já adorava ler, tendo O. Henry, J. R. R. Tolkien e John Irving dentre seus escritores favoritos. Começou já no ensino médio, escrevendo contos para uma revista literaria chamada Pariah. Cursou Inglês na Universidade de Yale, entrando lá em 1983 e logo em seguida fez mestrado em artes na Universidade de Siracusa.
Em 1991, Tom Perrotta casou-se com a também escritora Mary Granfield, com quem teve dois filhos: Nina, nascida em 1994 e Luke, que nasceu em 1997. Desde então, vive com sua família Belmont, Massachusetts.
Seu livro The Leftovers recebeu o seguinte elogio de Stephen King
:
| “ | Tom Perrotta escreveu um conturbador ensaio sobre como pessoas comuns reagem a acontecimentos extraordinários e inexplicáveis, o poder da família para ferir e curar e a sutil facilidade com que a fé se transforma em fanatismo. | ” |

## Reconhecimento em países lusitanos

### Brasil
O primeiro livro de Perrotta publicado no Brasil foi Little Children, com o título Criancinhas, pela editora Objetiva, em 2005.  Em 2010 a editora Benvirá lança The Abstinence Teacher, com o título A Professora de Abstinência.
Em janeiro de 2012, a editora Intrínseca comprou os direitos de The Leftovers com o intuito de publicá-lo no Brasil. O livro foi publicado em 21 de julho de 2012 sob o título Os deixados para trás, sendo assim o terceiro livro do autor lançado no Brasil.

### Portugal
O primeiro livro do escritor publicado em Portugal foi Little Children, com o título Pecados Íntimos, no ano de 2007, pela editora Bico de Pena. A capa da edição lusitana é uma das fotos promocionais do filme, fazendo assim uma conexão entre ambos.
Em 2010, The Abstinencia Teacher é publicado pela editora Contraponto com o título Abstinência. Já em 2012, a mesma editora lança The Leftovers com o título O mundo depois do fim.

## Obras completas

### Livros
- 1997 - The Wishbones
- 1998 - Election
- 2000 - Joe College
- 2004 - Little Children
- 2007 - The Abstinence Teacher
- 2011 - The Leftovers
- 2017 - Mrs. Fletcher

### Contos
- "The Weiner Man" (1988)
- "Wild Kingdom" (1988)
- "Forgiveness" (1989–1994)
- "The Smile on Happy Chang's Face" (2004)
- "Kiddie Pool" (2006)